# Angel of Death
«Angel of Death» (с англ. — «Ангел смерти») — песня американской трэш-метал-группы Slayer, открывающий трек их третьего студийного альбома Reign in Blood. Тексты и музыка были написаны гитаристом группы Джеффом Ханнеманом и основывалась на истории жизни нацистского врача Йозефа Менгеле, который проводил медицинские эксперименты над узниками концлагеря Освенцим во время Второй мировой войны. «Angel of Death» стала причиной обвинения коллектива в нацизме и расизме, которые сопровождали музыкантов на протяжении всей их карьеры.
Несмотря на споры вокруг песни, которая послужила причиной отсрочки релиза Reign in Blood, «Angel of Death» была включена во все концертные альбомы Slayer и DVD, а также появилась в нескольких фильмах. Песня была хорошо принята критиками; Стив Хьюи из AllMusic описал её как «классическую». В марте 2023 года группа авторов американского издания Rolling Stone включила данную композицию в список «100 величайших хеви-метал песен всех времён». В этом рейтинге она заняла 15-ю позицию.

## Происхождение
На написание песни «Angel of Death» Джеффа Ханнемана вдохновили книги, которые он прочитал во время концертного турне. Они были основаны на истории жизни нацистского врача Йозефа Менгеле, который проводил медицинские эксперименты над узниками концлагеря Освенцим во время Второй мировой войны. Отвечая на вопросы журналистов о спорности текста этой песни, вызвавшего обвинения группы в симпатиях к нацистам и расизму, Ханнеман сказал:
Мне не о чём сожалеть. Многие смотрели документальные фильмы о Йозефе Менгеле по телевизору, их ведь никто в этом не обвиняет. А я прочитал книжку и понял, насколько больным, мать его, он был, вот и написал песню «Angel of Death».

## Лирика
Лирика детализирует хирургические эксперименты Йозефе Менгеле на пациентах в концентрационном лагере Освенцим во время Второй мировой войны. Исследования Йозефа Менгеле проводились на группах людей, и включали, физические и психологические опыты. Среди тестов и опытов он проводил те, которые упомянуты в песне «Angel of Death», такие как экспериментальная хирургия, выполненная без анестезии, переливания крови между близнецами, сшивание тел, проверка выносливости организма в полной изоляции, отравления газами, инъекции со смертельными микробами и вирусами, половые операции и изменения, вызванные удалением органов и гениталий.
Песня «Angel of Death» стала постоянно включаться в программу концертов группы, и её исполнение вживую особенно нравилось Джеффу Ханнеману.

## Противоречие
Дистрибьютор Def Jam, Columbia Records, отказался издавать альбом из-за вызывающей тематики песен и жестокой обложки. Reign in Blood в конечном счёте распространялся Geffen Records, однако из-за разгоревшейся критики он не появился в списке изданий этой компании.
«Angel of Death» вызвал резкую критику среди оставшихся в живых после Холокоста, так же как и в их семьях и в обществе. Темы лирики привели к обвинениям в адрес группы в их симпатии к нацизму, которые следовали за Slayer в течение всей их карьеры.
Ханнеман увлекался коллекционированием военных немецких медалей, и нацистская Германия отображена в некоторых написанных им текстах. Интерес к нацистской Германии начался с трофейных медалей, подаренных ему отцом. Его самая большая гордость — Рыцарский крест, купленный у поклонника Slayer за $1000. В туре с Motörhead Ханнеман обнаружил, что вокалист Motörhead Лемми тоже интересуется медалями, и они провели много времени, обсуждая медали, оружие и тактику, используемые Вермахтом.
После выхода альбома «Reign in Blood» из-за текста песни «Angel of Death» на Slayer посыпались обвинения в симпатиях к нацизму. В песне содержатся подробности об опытах нацистского врача Йозефа Менгеле над узниками Освенцима во время Второй мировой войны, прозванного «Ангел Смерти».
Ханнеман отрицал все обвинения в нацизме: «Я знаю, почему люди извращают текст моей песни — это — потому что они воспринимают это как то, что я симпатизирую Йозефу Менгеле. Когда они читают текст, что я написал к песне „Angel of Death“, они видят в ней оправдание этому человеку, но это не так, он был плохим человеком, я не оправдываю нацизм, а лишь интересуюсь этой темой». Участники группы часто заявляли, что не оправдывают нацизм, а лишь интересуются этой темой.
Кроме того, продюсер группы и близкий друг Рик Рубин имеет еврейскую родословную, их вокалист Том Арайа — чилиец из очень набожной католической семьи, их барабанщик Дейв Ломбардо — кубинец.
Согласно словам Керри Кинга: «Да, Slayer — нацисты, фашисты, коммунисты — всё это забавное дерьмо. И, конечно же, больше всего критики мы получили за это в Германии. Я всегда говорил: „Прочитайте текст и скажите мне, что в нём оскорбительного. Вы можете отнестись к этому, как к документальному фильму, или вы всерьёз думаете, что Slayer проповедуют гребаную Вторую мировую войну?“ Людям приходит в голову эта мысль, особенно в Европе, и их никогда от этого не отговоришь».
В 2006 году, песня «Jihad» с альбома 2006 года Christ Illusion проводилось сравнение с «Angel of Death». Песня «Jihad» рассказывает о террористических нападениях 11 сентября 2001 года, и рассказывает историю от лица террориста. Вокалист Том Арайа ожидал, что эта песня создаст подобную обратную реакцию, как после выхода «Angel of Death», хотя этого не случилось.

## Музыка и структура
«Angel of Death» наряду с «Raining Blood» является самой длинной песней на альбоме на Reign in Blood, длится она 4 минуты 51 секунду, в то время как общая продолжительность альбома составляет 28 минут. Гитаристы группы использовали нетрадиционный для тех годов «пониженный» строй (иногда — на полтона от Е), играя риффы с частым использованием в них тритонов (уменьшённой квинты, «дьявольского интервала»). Керри Кингу показал этот прием его бывший коллега Дэйв Мастейн. Бас-гитара слышна на альбомах крайне редко. Сольные партии — хаотичные, частое использование всех возможностей электрогитары — «обертонов», рычага машин, эффекта «обратной связи», wah-wah.
Slayer отправились в турне «Reign in Pain» (с англ. — «Царство в боли») с группами Overkill в США и Malice в Европе, они также играли «на разогреве» у W.A.S.P. во время их американского тура в 1987 году. Но через месяц гастролей ударник Дэйв Ломбардо покинул группу, объяснив свой уход тем, что в Slayer он зарабатывал недостаточно, учитывая, что он недавно женился. Чтобы закончить турне, музыканты приняли в группу барабанщика группы Whiplash Тони Скаглионе (англ. Tony Scaglione).
Продюсер Рик Рубин ежедневно звонил Ломбардо, уверяя его в том, что он должен вернуться в Slayer. Такой же точки зрения придерживалась и жена музыканта. Под её влиянием Дэйв Ломбардо вернулся в группу в 1987 году. Рик Рубин приехал к нему домой, посадил его в свой Порше и отвёз на репетицию Slayer.

## Критика
Slayer решили сыграть на скандальной известности, вызванной лирикой песни, чтобы ещё больше подхлестнуть общественный интерес и вызвать новые обсуждения. Группа использовала стилизованного нацистского орла (с логотипом Slayer вместо свастики) как часть оформления сцены и в дальнейшем сделала его своей визитной карточкой, наряду с пентаграммой, составленной из мечей. Джефф Ханнеман поместил эмблему SS на свою гитару, и написал песню «SS-3» о Рейнхарде Гейдрихе, видном деятеле СС.
Хотя «Angel of Death» не вошла ни в какие чарты, она получила положительные отзывы от рецензентов и критиков в обзорах альбома Reign in Blood.
В своей рецензии Стив Хьюи, журналист AllMusic, оценил альбом пятью баллами из пяти возможных. Reign in Blood был описан им как «неоспоримая классика жанра». Критик издания Stylus Magazine Клей Джервис (англ. Clay Jarvis) дал альбому оценку «A+», окрестив его «определяющим жанр» и просто «величайшим металлическим альбомом всех времён», также отметил, что песня «Angel of Death» «поджигает задницы любой группы, играющей быстрый или тяжелый метал сегодня». Согласно рецензенту Адриену Бегранду из PopMatters, первая композиция альбома, «Angel of Death», «является памятником в истории метала». По его мнению, игра барабанщика Дэйва Ломбардо на этой песне, «пожалуй, наиболее мощная партия ударных из всех, когда-либо записанных», гитарные рифы и соло Ханнемана и Кинга «сложны и интересны», а Том Арайа поражает своим вокалом.

## Влияние
Песня «Angel of Death» звучит в нескольких фильмах, например, Гремлины 2 (когда Mohawk превращается в паука), Jackass: The Movie (эпизод с автомобилями) и документальном фильме Soundtrack to War, вышедшем в 2005 году, детализирующим роль музыки на современном поле битвы. В 2005 трибьют-группа Slayer под названием Dead Skin Mask выпустила альбом с восемью треками из Reign in Blood, включая «Angel of Death».
Дэт-метал-группа Monstrosity записала кавер-версию этой песни в 1999 году.
«Angel of Death» также включена в сборник 2006 года группы Apocalyptica — Amplified // A Decade of Reinventing the Cello.
В состав трибьют-альбома Al Sur Del Abismo (Tributo Argentino A Slayer), составленного лейблом Hurling Metal Records, вошли 16 песен Slayer, исполненных аргентинскими метал-группами, включая версию «Angel of Death», исполненную коллективом Asinesia.
Риффы из «Angel of Death» и «Criminally Insane» использовались германо-американской индастриал-группой KMFDM на их треке 1990 года «Godlike». Основной гитарный рифф из «Angel of Death» звучит в песне «She Watch Channel Zero?!» на альбоме 1988 года It Takes a Nation of Millions to Hold Us Back нью-йоркской хип-хоп-группы Public Enemy. Также композиция «Angel of Death» вошла в саундтрек видеоигры Tony Hawk’s Project 8. Нолан Нельсон (англ. Nolan Nelson), подбиравший для неё песни, говорил об «Angel of Death»: «одна из лучших песен метала. Не знаете, кто такие Slayer? Тогда мне вас жаль».